# Первов Денис Олександрович
Денис Олександрович Первов (нар. 26 листопада 1983, Миколаїв, УРСР) — український футболіст, воротар фінського клубу «Війкінґіт».

## Життєпис
Народився в Миколаєві, вихованець однойменного клубу. В юному віці виїхав до Німеччини, де виступав за юнацьку команду «Загсен-1990» (Лейпциг). До 2003 року виступав у США за аматорський клуб «Індіанаполіс Грейгаундз».
У 2003 році повернувся до України, де підписав контракт з «Арсеналом-2». У футболці столичного клубу дебютував 18 квітня 2004 року в програному (2:4) домашньому поєдинку 20-о туру групи В Другої ліги проти «Авангард-Індустрії». Денис вийшов на поле в стартовому складі, проте пропустив 3 м'ячі, через що на 62-й хвилині його замінив Станіслав Втюрін. Цей матч виявився для Первова єдиним за «Арсенал-2». Наступного сезону грав за дубль «Арсеналу» (10 матчів). Сезон 2005/06 років розпочав в «Олімпіку». Дебютував у футболці донецького клубу 13 серпня 2005 року в програному (2:3) домашньому поєдинку 1/32 фіналу кубку України проти «Кримтеплиці». Денис вийшов на поле в стартовому складі та відіграв увесь матч. У Другій лізі дебютував за «олімпійців» 20 травня 2006 року в переможному (5:3) домашньому поєдинку 20-о туру групи В проти комсомольського «Гірник-спорту». Первов вийшов на поле на 76-й хвилині, замінивши Дмитра Пивоваренка. У складі «Олімпіка» зіграв 2 матчі в Другій лізі та 1 поєдинок у кубку України.
По ходу сезону 2005/06 років вийшов на європейського футбольного агента, який допоміг Денису працевлаштуватися в Фінляндії. Першим фінським клубом у кар'єрі Первова став скромний нижчоліговий «Терваріт» з міста Оулу, в якому український воротар виступав з серпня по кінець осені 2006 року. Після цього прийняв запрошення від клубу АС «Оулу», який виступав у Вейккауслізі, вищому дивізіоні фінського чемпіонату. За першу команду грав рідко, переважно виступав за друголіговий фарм-клуб — ОЛС. Після цього вступив до одного з університетів міста Оулу, паралельно з цим виступав за друголігові колективи ОЛС та «Оулун Палло». 
У 2009 році перевівся на навчання в Гельсінкі, де виступав за клуб третього дивізіону фінського чемпіонату (Какконен) «Спартак» (Гельсінкі) під керівництвом Олександра Івановича Баранова. У команді була значна кількість емігрантів, у тому числі й українців, естонців та росіян. Серед них — колишній одноклубник Дениса по «Арсеналу» Іван Баранов (син Олександра Баранова). У команді виступав з 2009 по 2015 рік.
У 2016 році перейшов до «Йокеріта», який виступав у п'ятому дивізіоні фінського чемпіонату. Наступного сезону Олександр Баранов запросив Первова до «Війкінґіта», який грав у другому дивізіоні фінського чемпіонату. Дебютував за нову команду 5 липня 2017 року в нічийному (1:1) домашньому поєдинку 1-о туру Юккенена проти «Тампере Юнайтед». Денис вийшов на поле в стартовому складі та відіграв увесь матч.